# Clayhanger
Clayhanger lub Cleyhanger – wieś i civil parish w Anglii, w Devon, w dystrykcie Mid Devon. W 2011 civil parish liczyła 127 mieszkańców. Clayhanger jest wspomniana w Domesday Book (1086) jako Clehangre/Clehangra.